# Treffelstein
Treffelstein – miejscowość i gmina w Niemczech, w kraju związkowym Bawaria, w rejencji Górny Palatynat, w regionie Ratyzbona, w powiecie Cham, wchodzi w skład wspólnoty administracyjnej Tiefenbach. Leży na pograniczu Lasu Bawarskego i Czeskiego, około 25 km na północ od Cham, przy granicy z Czechami.